# ボックスグループ
株式会社ボックスグループ（英: BOX GROUP Inc.）は、さいたま市南区に本社を置き埼玉県南部を中心に、リラクゼーションサロン「ルアンルアン」やスキンケア商品及び雑貨の事業を展開する企業である。

## 概要
1983年に北浦和で現:ドキドキ冒険島北浦和店の開店により創業、1986年設立。代表取締役は松田芳久。
スーパーソフトボックスはジェイアール東日本都市開発が管理しているJR埼京線の高架下・ショッピングセンターに出店している。かつてはロードサイドにも数店舗出店していたが2005年までに撤退した。
北与野駅高架下の旧ドキドキ冒険島北与野店舗跡に本社が入居する中古ゴルフ用具販売のフランチャイズ店を展開するゴルフ・ドゥは、ボックスグループの新規事業からスピンアウトした企業であり名証セントレックス市場で株式公開している。
2000年代からリフレクソロジー店の「ルアンルアン」や、大型ゲームセンター「スーパードキドキヒューケット」を展開している。
ドキドキ冒険島はゲームソフト販売店のFCとしては最初期から存在。1991年には他の有力FCと共に任天堂から「ファミコン」の商標使用をライセンス契約している。翌年に発足したジャパンテレビゲームチェーン協会（JAG）にも加盟していたが、1994年12月にソニー・コンピュータエンタテインメントが発売したプレイステーションの販売契約を巡って「再販価格維持」「中古品売買禁止」を遵守する服従路線を主張して他のFCと対立。後に明響社（現NESTAGE）やブルート（1999年倒産）と共にテレビゲーム専門店協会（ACES）を立ち上げる。しかし、ソニーが2000年3月のPlayStation 2発売に当たってACES加盟店を優遇するどころかバックマージンを全廃したことに反発し中古品売買を再開。2002年2月設立の日本テレビゲーム商業組合にも当初から参加している。
2012年12月1日に、フタバ図書とメディア事業グループ（映像・音楽・コミックレンタル事業、ゲーム販売事業、アミューズメント施設運営事業、総合リユース事業）に関して業務提携を行った後に、2013年にフタバ図書にメディア事業を継承している。

## 店舗
- ルアンルアン浦和店（さいたま市浦和区）
- ルアンルアン志木東口店（志木市）
- ルアンルアンふじみ野ナーレ店（富士見市）
- ルアンルアンウニクス南古谷店（川越市）
- ルアンルアン赤羽店（東京都北区）
- ルアンルアンヨドバシAKIBA店（千代田区）
- ルアンルアン 京王リトナード永福町店（杉並区）
- ルアンルアン京王リトナード八幡山店（杉並区）
- ルアンルアン新百合ヶ丘エルミロード店（川崎市）
- ルアンルアン エミオ東久留米店（東久留米市）